# Kediri, Java de Est
Kediri este un oraș din Indonezia.